# NGC 5
NGC 5 је галаксија у сазвјежђу Амдромеда.